# Hemidactylus citernii
Hemidactylus citernii este o specie de șopârle din genul Hemidactylus, familia Gekkonidae, descrisă de George Albert Boulenger în anul 1912. Conform Catalogue of Life specia Hemidactylus citernii nu are subspecii cunoscute.